# Bahnhof Berlin-Grunewald

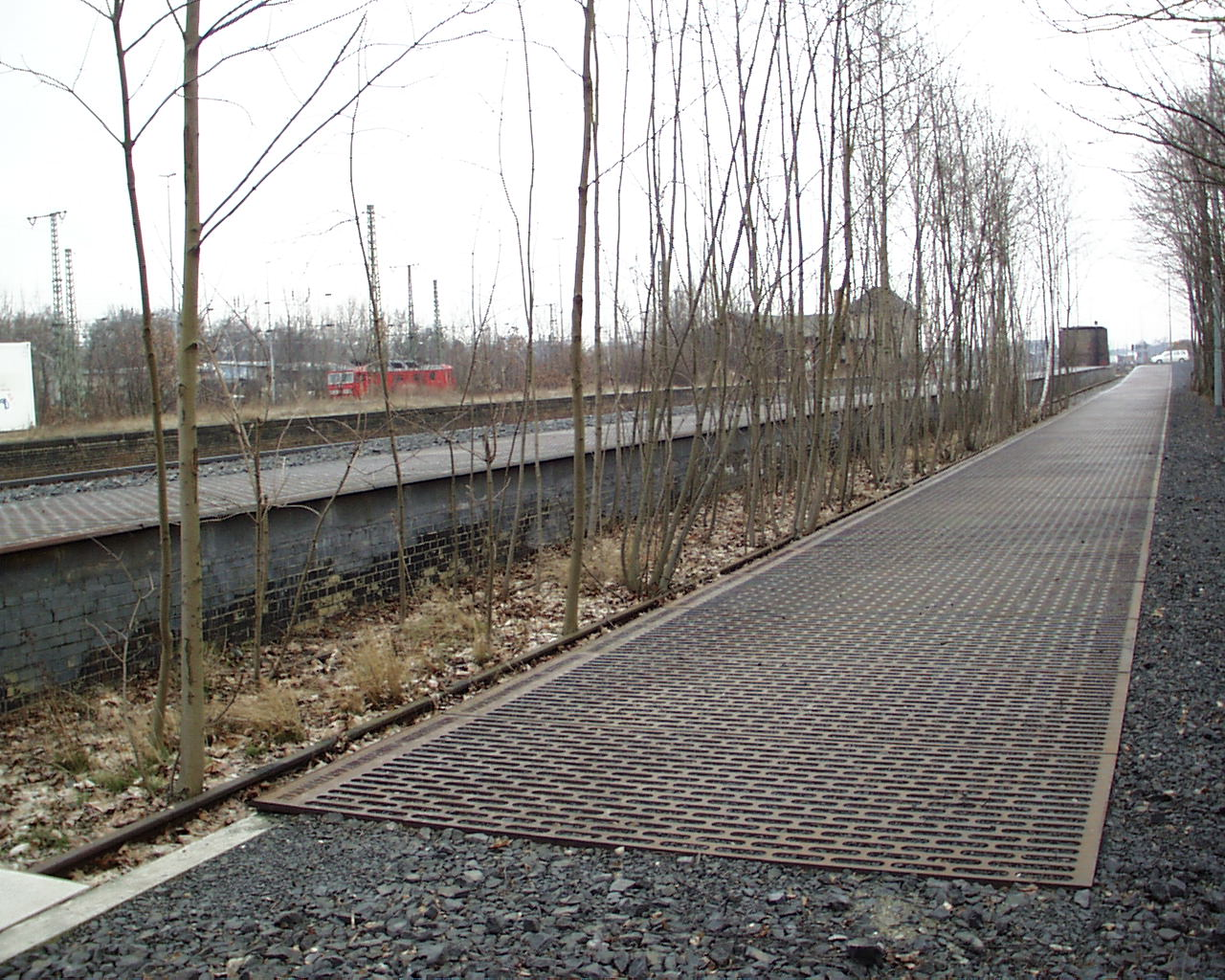
Mahnmal Gleis 17

Bahnhof Berlin-Grunewald är en järnvägsstation i Charlottenburg-Wilmersdorf i Berlin som öppnade 1879. Idag trafikeras stationen av S-Bahn Berlin. Stationen har flera minnesmärken över de deportationer som ägde rum i stor omfattning här under andra världskriget. Stationen ligger i Grunewald.
Stationen byggdes efter beslut 1873 av det kungliga kabinettet som en del av den militärt viktiga Wetzlarer Bahn som var en del av den så kallade Kanonbanan. Trafiken upptogs 1879 under namnet Hundekehle, dagens namn fick stationen 1884. En representativ stationsbyggnad tillkom 1899 då Grunewald utvecklades till en villakoloni,  Villenkolonie Grunewald.

## Deportationer
I Nazityskland var stationen plats för deportationer med tåg. Från Berlin deporterades mer än 50 000 tyska judar mellan oktober 1941 och krigsslutet från Berlin från Grunewald, Güterbahnhof Moabit och Anhalter Bahnhof. Tågen gick till ghetton i Östeuropa och förintelselägrena i Auschwitz och koncentrationslägret Theresienstadt.  
Under 1980- och 1990-talen har man skapat flera minnesmärken över deportationerna vid stationen, bland annat har Deutsche Bahn låtit uppföra Gleis 17.